# (45) Eugènia
(45) Eugènia és l'asteroide núm. 45 de la sèrie, descobert a París per Hermann Mayer Salomon Goldschmidt (1802-1866) el 27 de juny del 1857. Anomenat Eugènia en honor de l'emperadriu de França, Eugènia de Montijo (1826-1920), esposa de Napoleó III.
L'1 de novembre del 1998 William J. Merline descobrí un satèl·lit d'aquest asteroide amb el telescopi de metres del Canadà-França-Hawaii amb un sistema d'òptica adaptativa a Mauna Kea.
Té un òrbita pròxima a circular que recorre en 4,7 dies. Se'l va anomenar S/1998 (45) 1, i per nom "Petit Prince" en honor del fill de l'emperadriu.